# Midshipman Easy (1915)
Midshipman Easy é um filme mudo britânico de 1915, do gênero aventura, dirigido por Maurice Elvey.
Este filme teria um remake 20 anos depois, dirigido por Carol Reed.

## Elenco
- Elisabeth Risdon - Filha de Don
- Fred Groves - Don Sylvio
- A. V. Bramble - Mesty
- Compton Coutts - Easy